# ۸۳۸ (میلادی)
۸۳۸ (میلادی) هشتصد و بسی و هشتمین سال تقویم میلادی است.

## رویدادها
- ۲۲ ژوئیه: نبرد انزن: تئوفیلوس امپراتور بیزانس شکست سنگینی از عباسیان متحمل شد.

## درگذشتگان
‎